# Servizio psicologico online
Il servizio psicologico online è una forma di consulenza professionale svolta nell'ambito della salute mentale, eseguita tramite piattaforme attive su Internet. Questo tipo di servizi viene anche chiamato e-therapy o consulenza web (web counseling), ed è generalmente erogato tramite lo scambio di e-mail, tramite chat in tempo reale o, più spesso, tramite videoconferenza.
Il servizio psicologico online è reso possibile dall'utilizzo del computer e della connessione web; ad usufruirne sono persone che cercano servizi di consulenza in ambito psicoterapeutico, psicologico e psichiatrico, preferendo o integrando questa modalità a quella tradizionale che si tiene in presenza.
I campi di utilizzo del servizio psicologico online sono molteplici: una volta individuati i professionisti adatti alle proprie esigenze, i pazienti possono trattare condizioni di ansia, depressione, fobie di varia entità, problemi di natura nutrizionale o per attività terapeutiche quali, ad esempio, la cessazione del vizio del fumo.

## Storia
Una delle prime dimostrazioni del servizio psicologico applicato all'ambiente di Internet fu una sessione di psicoterapia simulata tra i computer di Stanford e dell'UCLA durante la Conferenza internazionale sulla Comunicazione Informatica dell'ottobre 1972. Sebbene si trattasse di una simulazione e non di una vera e propria seduta di consulenza, la dimostrazione creò un interesse per il potenziale della comunicazione online utilizzata con lo scopo di offrire un servizio. Con l'aumento dell'accesso a Internet, alle bacheche online e ai servizi offerti in digitale negli anni '80 e con la diffusione della comunicazione online, si sono gradualmente sviluppati gruppi virtuali e forum di auto-aiuto, che possono essere considerati come dei precursori del servizio psicologico online odierno.
Quando il World Wide Web divenne pubblico, all'inizio degli anni '90, e i professionisti della salute mentale iniziarono a creare siti web che offrivano informazioni e divulgazione sulla salute mentale, alcuni iniziarono a ricevere richieste di aiuto personale e a rispondere a queste richieste, portando all'avvento del servizio di consulenza psicologica online. Dagli anni duemila, il servizio psicologico online è applicato utilizzando supporti diversi: mentre alcuni consumatori del servizio preferiscono l'ambiente non visivo, non vocale e low-tech della posta elettronica e delle chat, altri prediligono la videoconferenza per avere una maggiore connessione visiva e vocale.

## Vantaggi e svantaggi del servizio psicologico online

### Vantaggi
I servizi psicologici, a prescindere dalla modalità con cui vengono erogati, sono considerati come interventi sanitari essenziali dal Sistema Sanitario Nazionale (SSN): questo sta a significare che, per raggiungere e mantenere uno stato di benessere individuale, il sostegno di tipo psicologico è un'attività fondamentale da intraprendere. Risulta perciò molto importante che ogni persona possa usufruirne compatibilmente con le proprie esigenze.
Uno dei primi vantaggi del servizio psicologico online è la maggiore accessibilità rispetto al servizio in presenza: al servizio psicologico online possono accedere più facilmente gli utenti che abitano in aree tradizionalmente poco servite dai consulenti tradizionali, così come le persone disabili o i residenti all'estero che preferiscono intraprendere una terapia utilizzando la loro lingua madre. Inoltre, il servizio psicologico online rende la consulenza accessibile ai clienti che hanno difficoltà a mantenere gli appuntamenti durante i normali orari di lavoro e dati gli impegni quotidiani.
Un ulteriore vantaggio potrebbe essere identificato nel maggiore comfort e nei costi più bassi rispetto alla terapia tradizionale in presenza: i pazienti che intraprendono un percorso online non hanno necessità di spostarsi per partecipare agli incontri; inoltre, venendo meno il contesto ambientale tipico della terapia in presenza, alcuni utenti tendono a sentirsi maggiormente a proprio agio nel condividere le informazioni con il professionista. Essi, infatti, si trovano tendenzialmente in un ambiente familiare, e possono quindi godere del cosiddetto effetto-schermo, che fa sì che gli utenti possano raccontarsi più liberamente.
In determinati casi, il servizio psicologico online può prevedere anche il mantenimento delle conversazioni che si instaurano tra professionisti e pazienti: le trascrizioni delle comunicazioni tra terapeuti e clienti rimangono disponibili per entrambe le parti, fattore che consente il monitoraggio dei cambiamenti riscontrati durante il percorso terapeutico.

### Svantaggi
Alcuni svantaggi possibilmente riscontrabili quando si usufruisce di un servizio psicologico online comprendono, ad esempio, l'inadeguatezza dei mezzi utilizzati: una connessione internet lenta, così come improvvisi sbalzi di corrente possono interferire negli incontri di videoconferenza peggiorandone la qualità.
Un altro svantaggio può essere rappresentato dalla mancata alfabetizzazione digitale, come può accadere nel caso di persone anziane. In generale, l'alfabetizzazione digitale negli anziani sta aumentando in modo sostanziale: sei anziani su dieci usano internet e il 77% possiede un telefono cellulare. Tuttavia, la popolazione anziana continua a essere in ritardo nell'adattamento ai nuovi sviluppi tecnologici; studi internazionali condotti tra il 2009 e il 2020 hanno dimostrato che gli adulti più anziani hanno misure più basse di comunicazione online e sicurezza digitale, oltre ad atteggiamenti più negativi nei confronti della tecnologia. Questa condizione può essere di impedimento nel caso in cui una persona anziana volesse intraprendere un percorso terapeutico online.
Un ultimo e fondamentale punto è quello relativo alla sicurezza dei mezzi utilizzati e alla privacy degli utenti: la consulenza online utilizza dispositivi tecnologici e Internet come mezzo principale di comunicazione tra il terapeuta e il cliente, quindi le informazioni personali e sensibili dei pazienti sono effettivamente memorizzate su siti e/o dispositivi internet. Ad esempio, le comunicazioni non criptate su Internet potrebbero essere intercettate, motivo per cui è fondamentale affidarsi a supporti attendibili e stabilirne la sicurezza per il professionista e per il cliente prima di intraprendere un servizio psicologico online.

## Consulenza online e COVID-19
Le persone che hanno usufruito del servizio psicologico online sono aumentate notevolmente nel 2020, proprio in corrispondenza della pandemia di COVID-19. Visti i blocchi dovuti alle regole anti-contagio, per molto tempo i professionisti del settore della salute mentale non hanno avuto la possibilità di incontrare i loro pazienti di persona, motivo per cui i trattamenti sono stati erogati tramite piattaforme di videoconferenza online. Inoltre, l'OMS ha dichiarato che la pandemia e il conseguente obbligo di quarantena hanno aumentato la prevalenza globale di ansia e depressione del 25%, condizione che ha comportato un aumento della domanda di servizi di salute mentale a distanza.
In questo contesto nasce e si espande Unobravo, uno dei primi servizi italiani di psicologia online. Qualche anno dopo, nel 2021, invece, viene fondata un'altra startup che opera nel mercato della psicoterapia online: Serenis. Oggi le due realtà rappresentano i principali attori del settore, sebbene con approcci parzialmente diversi: Unobravo si concentra principalmente sull'espansione geografica, operando anche in Spagna e anche con psicologi non specializzati, mentre Serenis lavora solamente con psicoterapeuti specializzati, ma principalmente in Italia. 